# Ponědraž
Ponědraž (en allemand : Poniedrasch) est une commune du district de Jindřichův Hradec, dans la région de Bohême-du-Sud, en République tchèque. Sa population s'élevait à 117 habitants en 2020.

## Géographie
Ponědraž se trouve à 23 km à l'ouest de Jindřichův Hradec, à 23 km au nord-est de České Budějovice et à 109 km au sud de Prague.
La commune est limitée par Ponědrážka au nord, par Val et Frahelž à l'est, par Lomnice nad Lužnicí et Záblatí au sud, et par Dynín à l'ouest.

## Histoire
La première mention écrite du village date de 1259.

## Source
- (cs) Cet article est partiellement ou en totalité issu de l’article de Wikipédia en tchèque intitulé « Ponědraž » (voir la liste des auteurs).